# 쩌우독
쩌우독시(베트남어: Thành phố Châu Đốc / 城舗朱篤)는 베트남 남부 메콩강 삼각주 지방 안장성의 항구 도시이다.

## 역사
옛날에는 부남, 그 이후에는 캄보디아의 영역이었으며, 베트남의 영역에 들어온 것은 18세기 무렵 베트남의 남진에 의한 결과였다.
1957년 7월 11일, 베트남 전쟁 중에 캄보디아와의 국경선 근처 쩌우독에서 17명이 학살당하는 사건이 일어났다.
1976년 이전에는 쩌우독성의 기초 행정 구역으로 존재했다.
2013년 7월 19일에 타인포(thành phố, 시)로 승격될 때까지 시사(市社)였다.

## 지리
쩌우독은 안장성 최북단의 캄보디아 국경, 메콩강과 쩌우독강의 합류점에 위치해 있다. 인근에는 이슬람교를 믿는 소수민족 참족의 거주지가 있고, 사원도 흩어져 존재한다. 하천에는 수상생활을 하는 마을도 많다.
호찌민시에서 직선 거리로 서쪽으로 170km, 도로를 따라 250km 정도의 위치에 있다. 장거리 버스가 호찌민시(약 6시간) 외에도 껀터(약 2시간)와 롱쑤옌도 운행하고 있다. 강가에 있는 항구에서 뱃길을 벗어나 메콩강 동쪽 지류를 거슬러 올라와 국경을 지나 캄보디아 프놈펜에 이르는 뱃길이 스피드 보트 여행 회사에 의해 운영되고 있다.
도시의 서쪽에 있는 삼산에는 프억디엔 사원(福田寺)과 떠이안 사원(西安寺). 마조를 모신 미에우바쭈어쑤(廟主處聖母, Miếu Bà Chúa Xứ)를 비롯한 많은 사찰이 있어, 신앙을 모으고 있다.

## 행정구역

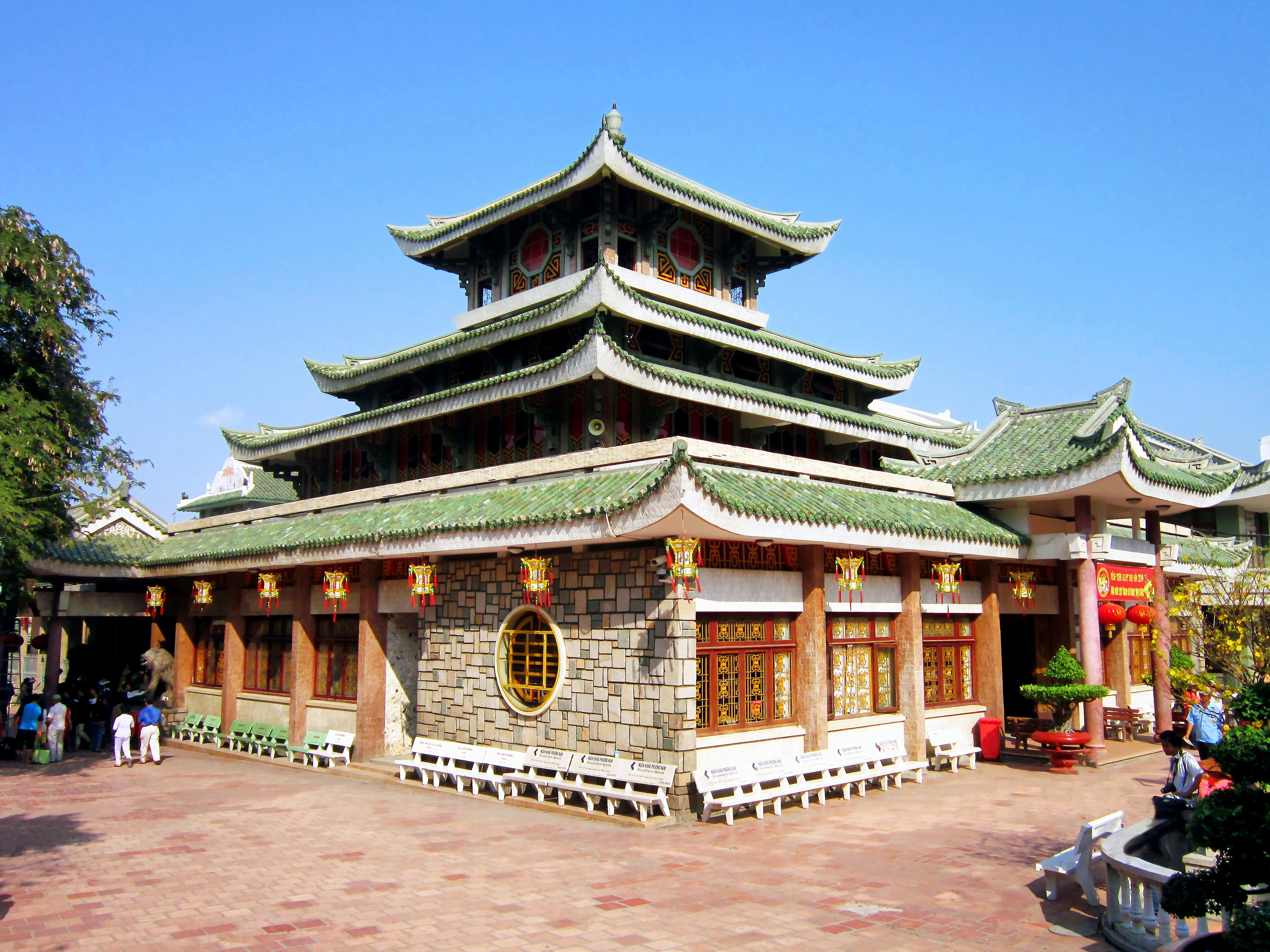
삼산의 성모주처

쩌우독시는 다음과 같은 행정 단위로 구성되어 있다.

### 프엉
- 쩌우푸 A (Châu Phú A /朱富 A)
- 쩌우푸 B (Châu Phú B /朱富 B)
- 누이삼 (Núi Sam / 𡶀參)
- 빈미이 ( Vĩnh Mỹ /永美 )
- 빈응우언 (Vĩnh Ngươn /永元)

### 싸
- 빈떼 (Vĩnh Tế /永濟)
- 빈쩌우 (Vĩnh Châu /永周)

## 기후
| 쩌우독의 기후                      | 쩌우독의 기후 | 쩌우독의 기후 | 쩌우독의 기후 | 쩌우독의 기후 | 쩌우독의 기후 | 쩌우독의 기후 | 쩌우독의 기후 | 쩌우독의 기후 | 쩌우독의 기후 | 쩌우독의 기후 | 쩌우독의 기후 | 쩌우독의 기후 | 쩌우독의 기후 |
| 월                                 | 1월           | 2월           | 3월           | 4월           | 5월           | 6월           | 7월           | 8월           | 9월           | 10월          | 11월          | 12월          | 연간          |
| ---------------------------------- | ------------- | ------------- | ------------- | ------------- | ------------- | ------------- | ------------- | ------------- | ------------- | ------------- | ------------- | ------------- | ------------- |
| 역대 최고 기온 °C (°F)             | 34.9 (94.8)   | 36.4 (97.5)   | 37.0 (98.6)   | 38.3 (100.9)  | 36.8 (98.2)   | 35.7 (96.3)   | 35.4 (95.7)   | 35.0 (95.0)   | 34.2 (93.6)   | 33.4 (92.1)   | 33.6 (92.5)   | 33.5 (92.3)   | 38.3 (100.9)  |
| 일평균 최고 기온 °C (°F)           | 30.4 (86.7)   | 31.5 (88.7)   | 33.3 (91.9)   | 34.5 (94.1)   | 33.2 (91.8)   | 32.0 (89.6)   | 31.7 (89.1)   | 31.3 (88.3)   | 31.0 (87.8)   | 30.6 (87.1)   | 30.3 (86.5)   | 29.6 (85.3)   | 31.6 (88.9)   |
| 일일 평균 기온 °C (°F)             | 25.7 (78.3)   | 26.1 (79.0)   | 27.3 (81.1)   | 28.5 (83.3)   | 28.2 (82.8)   | 27.6 (81.7)   | 27.3 (81.1)   | 27.5 (81.5)   | 27.6 (81.7)   | 27.4 (81.3)   | 27.1 (80.8)   | 25.8 (78.4)   | 27.2 (81.0)   |
| 일평균 최저 기온 °C (°F)           | 22.3 (72.1)   | 22.5 (72.5)   | 23.4 (74.1)   | 24.8 (76.6)   | 25.4 (77.7)   | 25.0 (77.0)   | 24.8 (76.6)   | 25.1 (77.2)   | 25.4 (77.7)   | 25.2 (77.4)   | 24.8 (76.6)   | 22.9 (73.2)   | 24.3 (75.7)   |
| 역대 최저 기온 °C (°F)             | 17.0 (62.6)   | 18.5 (65.3)   | 17.5 (63.5)   | 21.0 (69.8)   | 21.9 (71.4)   | 20.0 (68.0)   | 21.1 (70.0)   | 21.0 (69.8)   | 21.2 (70.2)   | 22.2 (72.0)   | 19.8 (67.6)   | 16.8 (62.2)   | 16.8 (62.2)   |
| 평균 강수량 mm (인치)              | 7 (0.3)       | 3 (0.1)       | 18 (0.7)      | 87 (3.4)      | 164 (6.5)     | 112 (4.4)     | 132 (5.2)     | 163 (6.4)     | 160 (6.3)     | 257 (10.1)    | 151 (5.9)     | 40 (1.6)      | 1,295 (51.0)  |
| 평균 강수일수                      | 1.9           | 1.0           | 2.6           | 8.5           | 16.0          | 17.8          | 18.8          | 18.7          | 19.7          | 20.5          | 13.5          | 4.7           | 143.6         |
| 평균 상대 습도 (%)                 | 78.1          | 79.5          | 77.2          | 77.0          | 82.6          | 83.9          | 84.1          | 83.3          | 83.7          | 82.7          | 79.3          | 77.5          | 80.7          |
| 평균 월간 일조시간                 | 259           | 245           | 272           | 237           | 218           | 178           | 188           | 180           | 178           | 188           | 209           | 236           | 2,589         |
| 출처: 베트남 과학 기술 양성 연구소 |               |               |               |               |               |               |               |               |               |               |               |               |               |

## 경제
캄보디아와의 무역 통로로 번창하고 있다. 이름 난 상품으로 느억 맘(Nước mắm)이라는 젓갈 외에 여러 해산물을 발효시킨 조미료, 식품(맘)이 많이 만들어지고 있다. 또한 시역에는 광대한 논과 그것을 연결하는 거미줄 같은 수로가 깔려 있어 농업도 활발하다.

## 갤러리

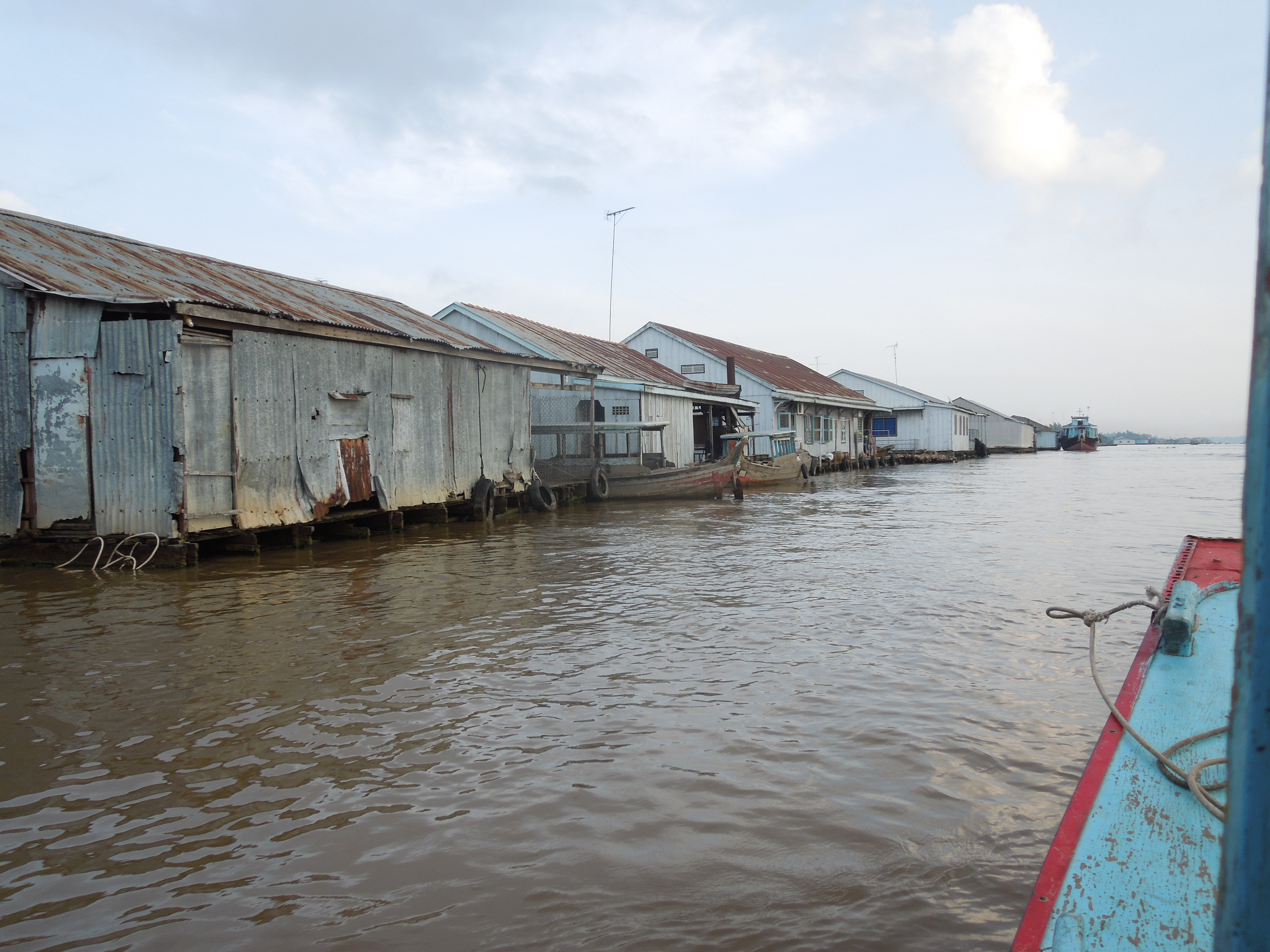
수상 마을
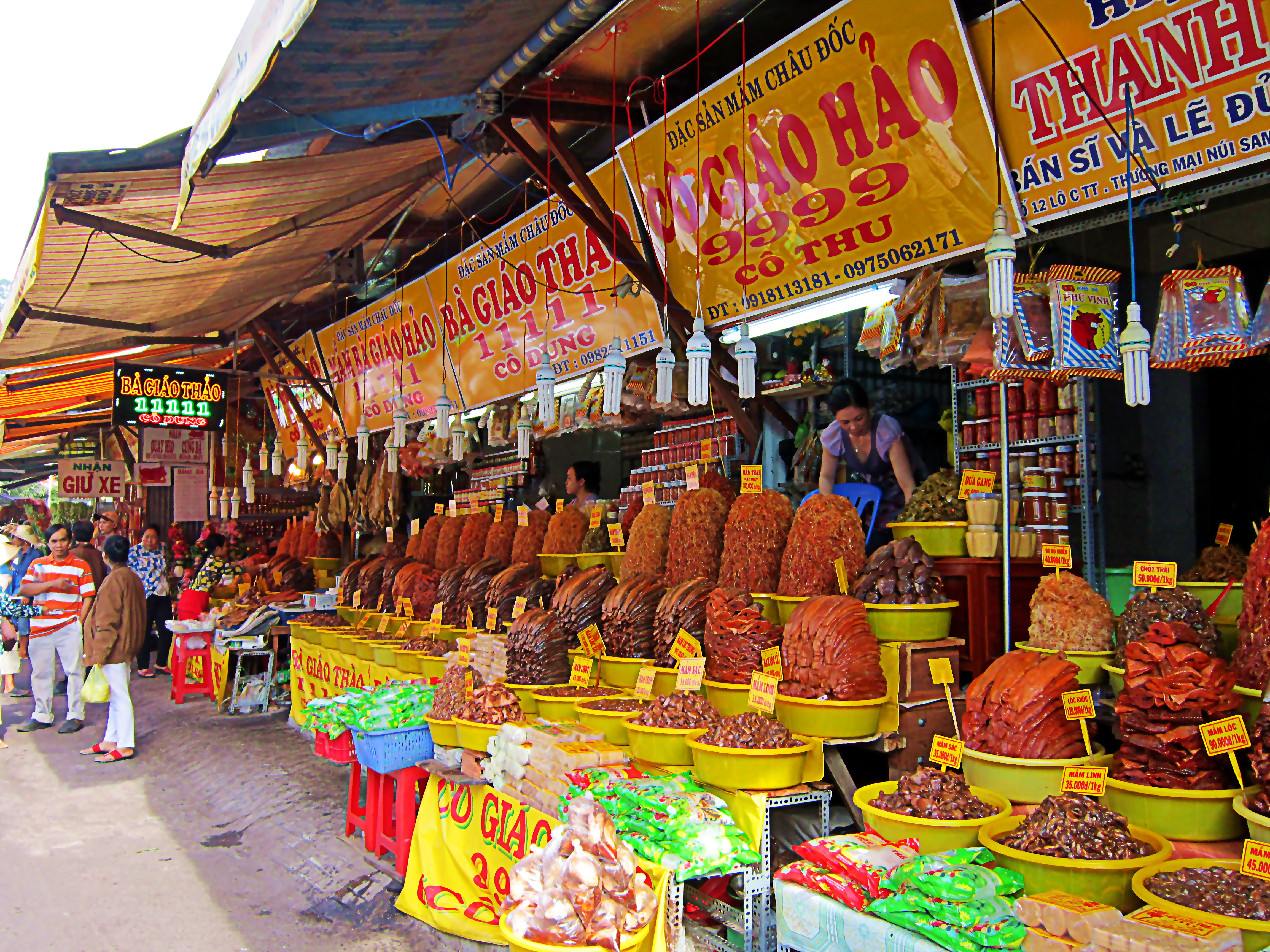
대양한 생선 발효 식품이 늘어선 시장
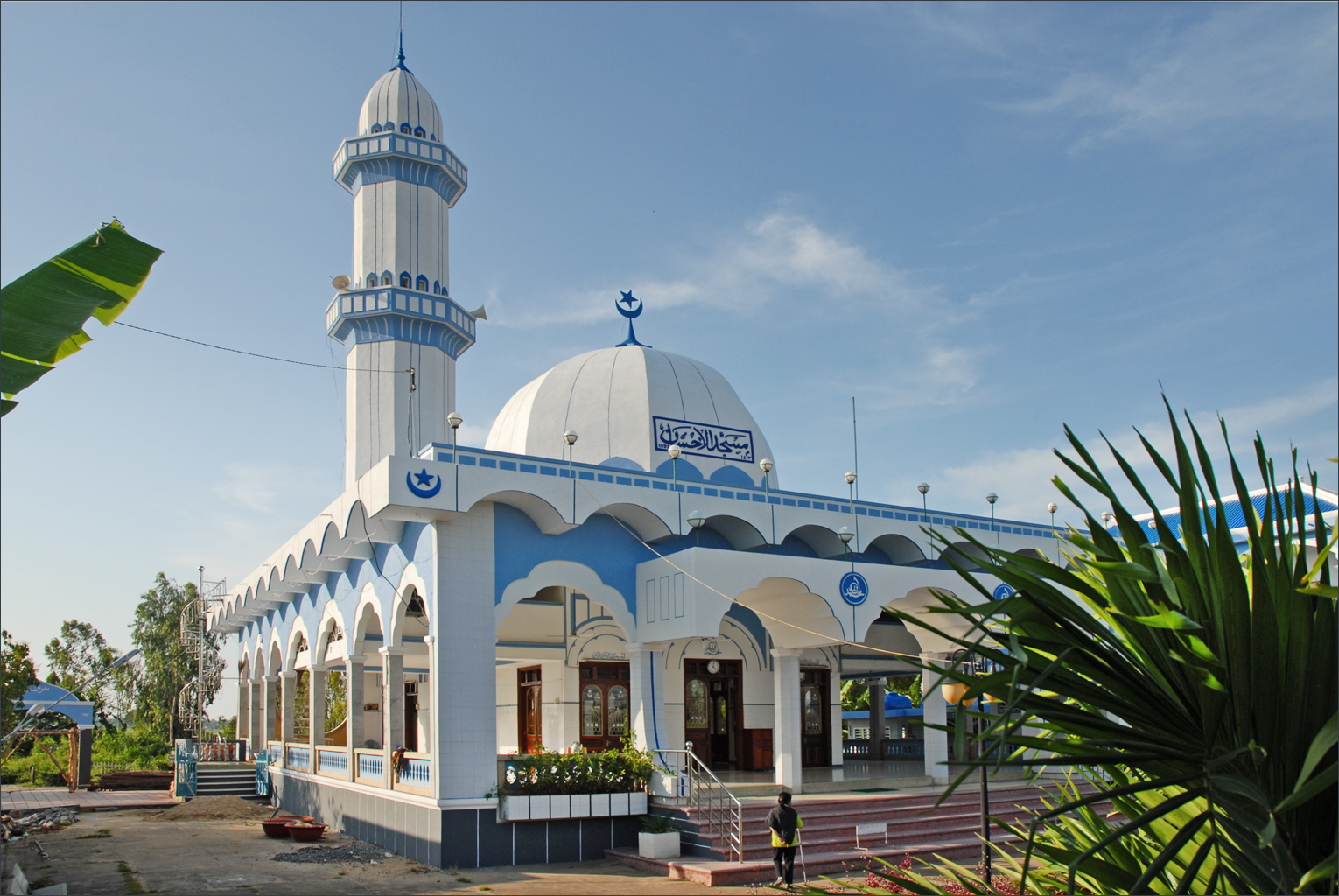
참족 마을 모스크
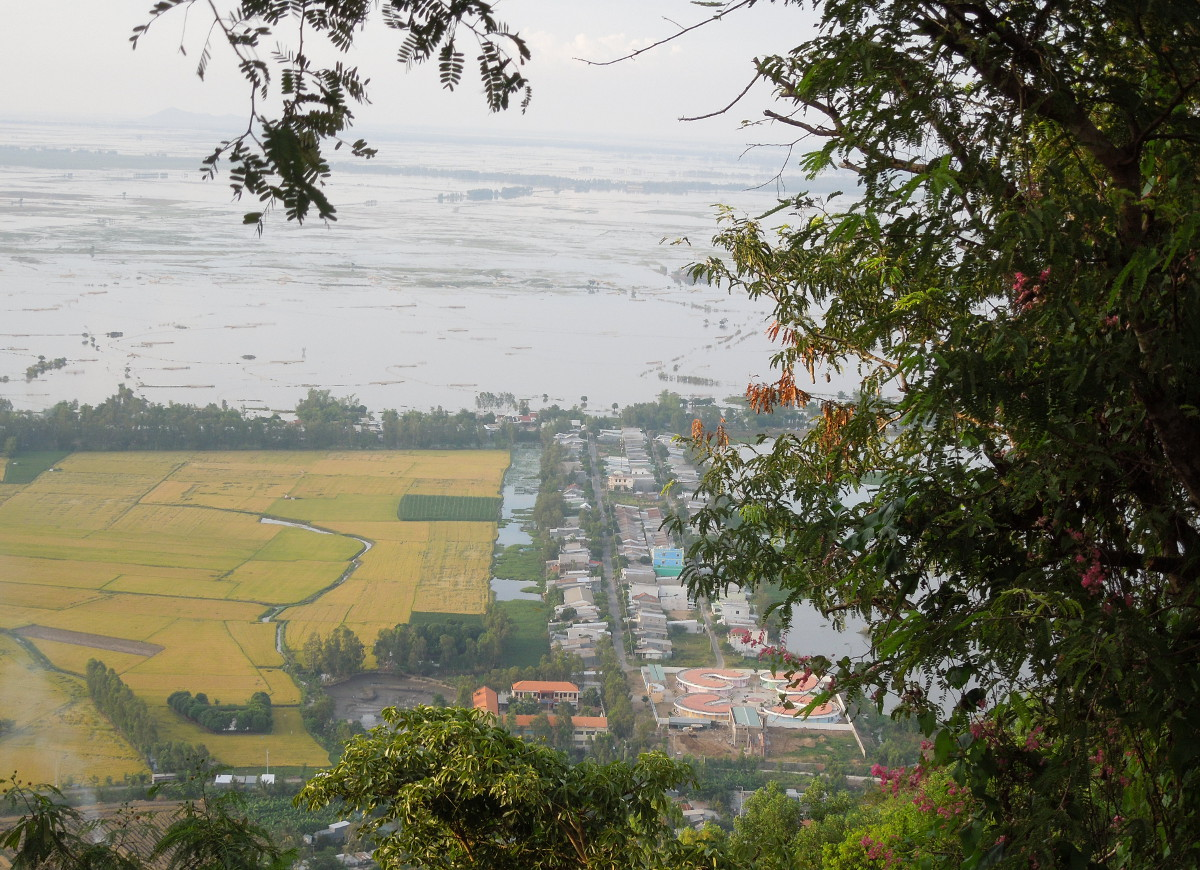
삼산에서 바라 본 수향 지대
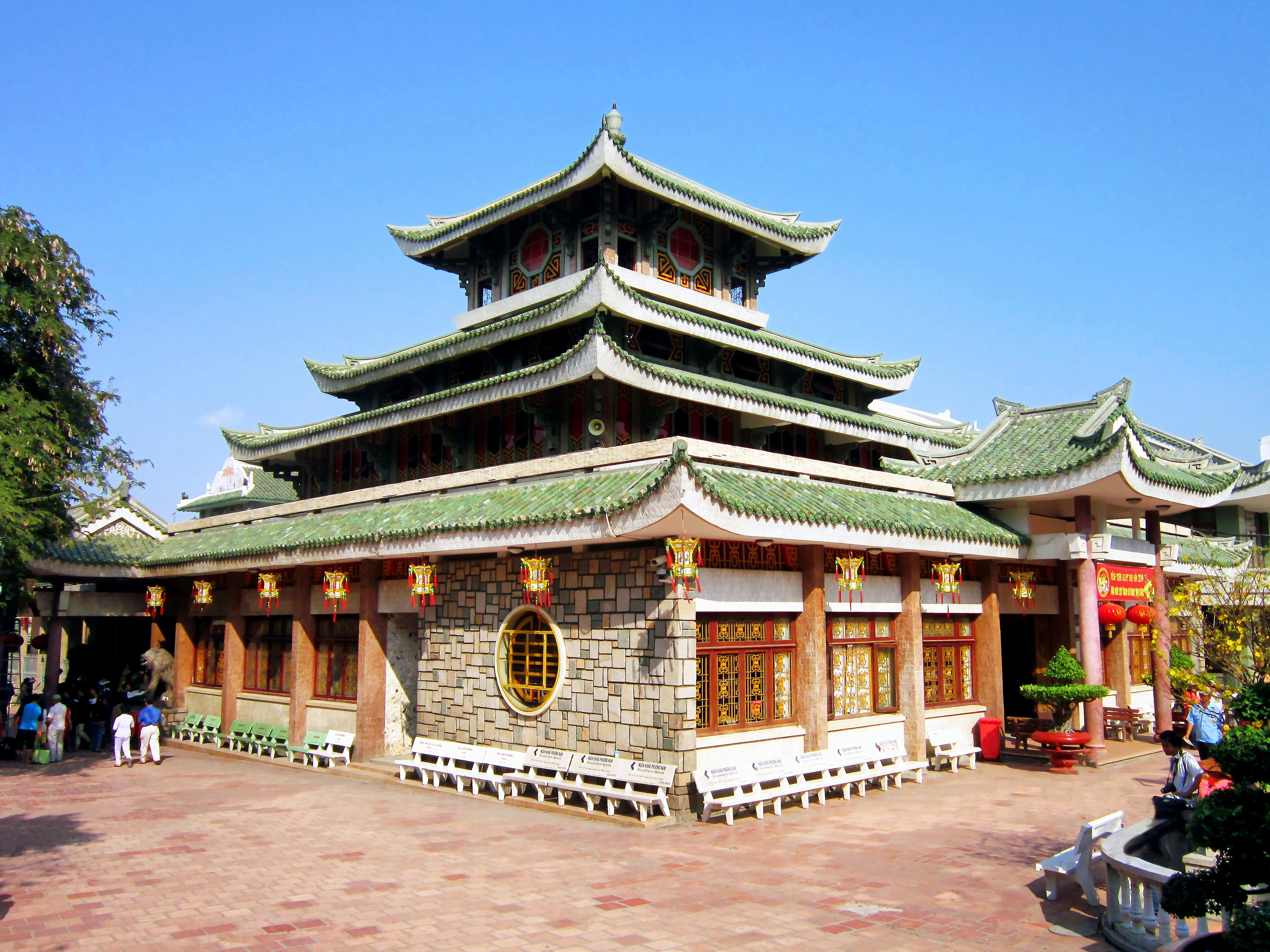
마조 사당(聖母主處廟)